# Бомот-Обертан
Бомо́т-Оберта́н (фр. Beaumotte-Aubertans) — коммуна во Франции, находится в регионе Франш-Конте. Департамент — Верхняя Сона. Входит в состав кантона Монбозон. Округ коммуны — Везуль.
Код INSEE коммуны — 70059.

## География
Коммуна расположена приблизительно в 330 км к юго-востоку от Парижа, в 24 км северо-восточнее Безансона, в 23 км к югу от Везуля.
Вдоль южной границы коммуны протекает река Оньон.

## Население
Население коммуны на 2010 год составляло 495 человек.
| 1962 | 1968 | 1975 | 1982 | 1990 | 1999 | 2010 |
| ---- | ---- | ---- | ---- | ---- | ---- | ---- |
| 163  | 267  | 248  | 304  | 345  | 383  | 495  |

## Администрация
| Период | Период | Фамилия      | Партия | Примечания |
| ------ | ------ | ------------ | ------ | ---------- |
| 1995   | 2001   | Андре Шеврье |        |            |
| 2001   | 2014   | Жинет Паран  |        |            |

## Экономика
В 2010 году среди 325 человек трудоспособного возраста (15—64 лет) 251 были экономически активными, 74 — неактивными (показатель активности — 77,2 %, в 1999 году было 71,4 %). Из 251 активных жителей работали 232 человека (126 мужчин и 106 женщин), безработных было 19 (11 мужчин и 8 женщин). Среди 74 неактивных 25 человек были учениками или студентами, 27 — пенсионерами, 22 были неактивными по другим причинам.

## Достопримечательности
- Старая хижина угольщика (1-я четверть XX века). Исторический памятник с 1987 года[3]